# Tragèdia de Hillsborough
Es coneix com a tragèdia de Hillsborough el conjunt de fets que van tenir lloc el 15 d'abril de 1989 durant un partit de futbol entre el Liverpool FC i el Nottingham Forest a l'estadi de Hillsborough, a Sheffield. Una allau humana va provocar la mort de 96 persones, mentre que 766 resultaren ferides. És la pitjor tragèdia viscuda a un camp de futbol a la història del Regne Unit.

## Fets
La Federació Anglesa de Futbol va designar l'estadi de Hillsborough com a camp neutral per a disputar la semifinal de la FA Cup entre el Liverpool FC i el Nottingham Forest. L'estadi havia estat construït el 1899 i no complia les mesures de seguretat mínimes.
Quan es van obrir les portes d'accés de la graderia oest, anomenada Leppings Lane, els seguidors del Liverpool FC van anar entrant molt lentament degut a l'estret passadís i als vells torniquets d'entrada. L'afició es va anar aglomerant a les portes de l'estadi, al passadís i als sectors 3 i 4 de la grada. Aquests sectors estaven pensats per a 2.200 persones sense seient, encara que per condicions de seguretat només s'haurien de permetre unes 1.600. Donat que la gent s'estava acumulant a les portes d'entrada, la policia va obrir una porta de sortida perquè entressin directament als sectors 3 i 4. S'estima que més de 3.000 persones entraren a aquests sectors, fent que alguns escapassin trepant a altres graderies o entrant al terreny de joc. Molts aficionats, atrapats en l'allau humana, van patir ofegaments i desmais.